# Borg Stift
Borg Stift er et stift i Den Norske Kirke.
Stiftet blev oprettet i 1969 ved udskillelse fra Oslo Stift. Nuværende biskop er fra 2012 Atle Sommerfeldt.
Stiftet omfatter menighederne i fylkerne Akershus (undtagen Asker og Bærum) og Østfold.

## Bisperækken
- Per Lønning 1969–1976
- Andreas Aarflot 1976–1977
- Gunnar Lislerud 1977–1990
- Even Fougner 1990–1998
- Ole Christian Mælen Kvarme 1998–2005
- Helga Haugland Byfuglien 2005–2011
- Atle Sommerfeldt 2012-